# Christian Keller (natation)
Pour les articles homonymes, voir Christian Keller.
Christian Keller, né le 3 août 1972 à Essen, est un nageur allemand.

## Palmarès

### Jeux olympiques
- Jeux olympiques de 1996 à Atlanta  :
  -  Médaille de bronze au titre du relais 4 × 200 m nage libre.

### Championnats du monde

#### Grand bassin
- Championnats du monde 1994 à Rome :
  -  Médaille de bronze au titre du relais 4 × 200 m nage libre.
- Championnats du monde 2003 à Barcelone  :
  -  Médaille de bronze au titre du relais 4 × 200 m nage libre.

#### Petit bassin
- Championnats du monde 1993 à Palma de Majorque  :
  -  Médaille d'or du 200 m quatre nages.
  -  Médaille d'argent du 200 m papillon.
  -  Médaille d'argent au titre du relais 4 × 200 m nage libre.
- Championnats du monde 1997 à Göteborg :
  -  Médaille d'argent du 200 m quatre nages.
  -  Médaille de bronze du 400 m quatre nages.

### Championnats d'Europe

#### Grand bassin
- Championnats d'Europe 1991 à Athènes :
  -  Médaille de bronze au titre du relais 4 × 200 m nage libre.
- Championnats d'Europe 1993 à Sheffield  :
  -  Médaille d'argent au titre du relais 4 × 200 m nage libre.
  -  Médaille de bronze au titre du 200 m quatre nages.
- Championnats d'Europe 1995 à Vienne  :
  -  Médaille d'or au titre du relais 4 × 200 m nage libre.
  -  Médaille d'argent au titre du relais 4 × 100 m nage libre.
  -  Médaille de bronze au titre du 200 m quatre nages.
- Championnats d'Europe 1997 à Séville  :
  -  Médaille de bronze au titre du relais 4 × 200 m nage libre.
- Championnats d'Europe 1999 à Istanbul  :
  -  Médaille d'or au titre du relais 4 × 200 m nage libre.
  -  Médaille d'argent au titre du relais 4 × 100 m quatre nages.
  -  Médaille de bronze au titre du relais 4 × 100 m nage libre.
- Championnats d'Europe 2000 à Helsinki  :
  -  Médaille d'argent au titre du 200 m quatre nages.
  -  Médaille d'argent au titre du relais 4 × 200 m nage libre.

#### Petit bassin
- Championnats d'Europe 1993 à Gateshead  :
  -  Médaille de bronze au titre du 100 m quatre nages.
- Championnats d'Europe 1994 à Stavanger :
  -  Médaille d'argent au titre du 100 m quatre nages.
- Championnats d'Europe 1996 à Rostock :
  -  Médaille d'argent au titre du 200 m quatre nages.
  -  Médaille d'argent au titre du 400 m quatre nages.
  -  Médaille d'argent au titre du 100 m quatre nages.
- Championnats d'Europe 1998 à Sheffield  :
  -  Médaille de bronze au titre du 400 m quatre nages.
- Championnats d'Europe 2000 à Valence :
  -  Médaille d'argent au titre du 200 m quatre nages.